# جيران (فلم 1920)
جيران (بالإنجليزية:Neighbors) هو فيلم كوميدي أمريكي صامت قصير أًنتج في عام 1920 بطولة باستر كيتون وفيرجينيا فوكس، وتأليف وإخراج إدوارد إف كلاين وكيتون.

## طاقم التمثيل
- باستر كيتون - الفتى
- فيرجينيا فوكس - الفتاة
- جو روبرتس - والد الفتاة
- جو كيتون - والد الفتي
- إدوارد إف كلاين - الضابط
- جاك دافي - القاضي
- ذا فلايينج إسكالانتيس - أنفسهم

## وصلات خارجية
- الفيلم القصير Neighbors متوفر للتحميل من موقع أرشيف الإنترنت [المزيد]
- جيران على موقع IMDb (الإنجليزية)
- جيران على موقع قاعدة بيانات الأفلام العربية
- جيران على موقع ألو سيني (الفرنسية)
- جيران على موقع أول موفي (الإنجليزية)
- جيران على موقع قاعدة بيانات الفيلم (الإنجليزية)
- جيران على موقع ليتربوكسد (الإنجليزية)
- جيران على موقع كينوبويسك (الروسية)
- Neighbors on يوتيوب